# Lista odcinków serialu Chuck
Poniżej znajduje się lista odcinków serialu telewizyjnego Chuck – emitowanego przez amerykańską stację telewizyjną NBC od 24 września 2007 do 27 stycznia 2012, w Polsce natomiast przez stację TVN, TVN 7.
Powstało 5 serii składających się łącznie ze 91 odcinków.

## Przegląd sezonów
| Sezon | Sezon | Odcinki | Premiera sezonu  | Finał sezonu     | Wydanie DVD          | Wydanie DVD          | Wydanie DVD    |
| Sezon | Sezon | Odcinki | Premiera sezonu  | Finał sezonu     | Region 1             | Region 2             | Region 4       |
| ----- | ----- | ------- | ---------------- | ---------------- | -------------------- | -------------------- | -------------- |
|       | 1     | 13      | 24 września 2007 | 24 stycznia 2008 | 16 września 2008     | 18 sierpnia 2008     | 3 czerwca 2009 |
|       | 2     | 22      | 29 września 2008 | 27 kwietnia 2009 | 5 stycznia 2010      | 12 października 2009 | 31 marca 2010  |
|       | 3     | 19      | 10 stycznia 2010 | 24 maja 2010     | 7 września 2010      | 11 października 2010 | 2 marca 2011   |
|       | 4     | 24      | 20 września 2010 | 16 maja 2011     | 11 października 2011 | 3 października 2011  | 1 lutego 2012  |
|       | 5     | 13      | 28 października  | 27 stycznia 2012 | 8 maja 2012          | N/A                  | N/A            |

### Sezon 1 (2007-2008)
| Nr | Tytuł                                 | Reżyseria             | Scenariusz                     | Premiera             |
| -- | ------------------------------------- | --------------------- | ------------------------------ | -------------------- |
| 1  | Chuck Versus the Intersect            | Joseph McGinty Nichol | Josh Schwartz Chris Fedak      | 24 września 2007     |
| 2  | Chuck Versus the Helicopter           | Robert Duncan McNeill | Josh Schwartz Chris Fedak      | 1 października 2007  |
| 3  | Chuck Versus the Tango                | Jason Ensler          | Matthew Miller                 | 8 października 2007  |
| 4  | Chuck Versus the Wookiee              | Allan Kroeker         | Allison Adler                  | 15 października 2007 |
| 5  | Chuck Versus the Sizzling Shrimp      | David Solomon         | Scott Rosenbaum                | 22 października 2007 |
| 6  | Chuck Versus the Sandworm             | Robert Duncan McNeill | Phil Klemmer                   | 29 października 2007 |
| 7  | Chuck Versus the Alma Mater           | Patrick Norris        | Anne Cofell Saunders           | 5 listopada 2007     |
| 8  | Chuck Versus the Truth                | Robert Duncan McNeill | Allison Adler                  | 12 listopada 2007    |
| 9  | Chuck Versus the Imported Hard Salami | Jason Ensler          | Scott Rosenbaum Matthew Miller | 19 listopada 2007    |
| 10 | Chuck Versus the Nemesis              | Allison Liddi-Brown   | Chris Fedak                    | 26 listopada 2007    |
| 11 | Chuck Versus the Crown Vic            | Chris Fisher          | Zev Borow                      | 3 grudnia 2007       |
| 12 | Chuck Versus the Undercover Lover     | Fred Toye             | Phil Klemmer                   | 21 stycznia 2008     |
| 13 | Chuck Versus the Marlin               | Allan Kroeker         | Matthew Lau                    | 21 stycznia 2008     |

### Sezon 2 (2008-2009)
| Nr | Tytuł                            | Reżyseria             | Scenariusz                     | Premiera             |
| -- | -------------------------------- | --------------------- | ------------------------------ | -------------------- |
| 1  | Chuck Versus the First Date      | Jason Ensler          | Josh Schwartz Chris Fedak      | 29 września 2008     |
| 2  | Chuck Versus the Seduction       | Allan Kroeker         | Matthew Miller                 | 6 października 2008  |
| 3  | Chuck Versus the Break-Up        | Robert Duncan McNeill | Scott Rosenbaum                | 13 października 2008 |
| 4  | Chuck Versus the Cougars         | Patrick Norris        | Allison Adler                  | 20 października 2008 |
| 5  | Chuck Versus Tom Sawyer          | Norman Buckley        | Phil Klemmer                   | 27 października 2008 |
| 6  | Chuck Versus the Ex              | Jay Chandrasekhar     | Zev Borow                      | 10 listopada 2008    |
| 7  | Chuck Versus the Fat Lady        | Jeffrey G. Hunt       | Matthew Lau                    | 17 listopada 2008    |
| 8  | Chuck Versus the Gravitron       | Allison Liddi-Brown   | Chris Fedak                    | 24 listopada 2008    |
| 9  | Chuck Versus the Sensei          | Jonas Pate            | Anne Cofell Saunders           | 1 grudnia 2008       |
| 10 | Chuck Versus the DeLorean        | Ken Whittingham       | Matthew Miller                 | 8 grudnia 2008       |
| 11 | Chuck Versus Santa Claus         | Robert Duncan McNeill | Scott Rosenbaum                | 15 grudnia 2008      |
| 12 | Chuck Versus the Third Dimension | Robert Duncan McNeill | Chris Fedak                    | 2 lutego 2009        |
| 13 | Chuck Versus the Suburbs         | Jay Chandrasekhar     | Phil Klemmer                   | 16 lutego 2009       |
| 14 | Chuck Versus the Best Friend     | Peter Lauer           | Allison Adler                  | 23 lutego 2009       |
| 15 | Chuck Versus the Beefcake        | Patrick Norris        | Matthew Miller Scott Rosenbaum | 2 marca 2009         |
| 16 | Chuck Versus the Lethal Weapon   | Allan Kroeker         | Zev Borow Matthew Lau          | 9 marca 2009         |
| 17 | Chuck Versus the Predator        | Jeremiah Chechik      | Chris Fedak                    | 23 marca 2009        |
| 18 | Chuck Versus the Broken Heart    | Kevin Bray            | Allison Adler                  | 30 marca 2009        |
| 19 | Chuck Versus the Dream Job       | Robert Duncan McNeill | Phil Klemmer Cory Nickerson    | 6 kwietnia 2009      |
| 20 | Chuck Versus the First Kill      | Norman Buckley        | Scott Rosenbaum                | 13 kwietnia 2009     |
| 21 | Chuck Versus the Colonel         | Peter Lauer           | Matthew Miller                 | 20 kwietnia 2009     |
| 22 | Chuck Versus the Ring            | Robert Duncan McNeill | Chris Fedak Allison Adler      | 27 kwietnia 2009     |

### Sezon 3 (2010)
| 1 | Chuck Versus the Pink Slip          | Robert Duncan McNeill    | Chris Fedak Matt Miller                   | 10 stycznia 2010 |
| 2 | Chuck Versus the Three Words        | Peter Lauer              | Allison Adler Scott Rosenbaum             | 10 stycznia 2010 |
| 3 | Chuck Versus the Angel de la Muerte | Jeremiah Chechik         | Phil Klemmer                              | 11 stycznia 2010 |
| 4 | Chuck Versus Operation Awesome      | Robert Duncan McNeill    | Zev Borow                                 | 17 stycznia 2010 |
| 5 | Chuck Versus First Class            | Fred Toye                | Chris Fedak                               | 24 stycznia 2010 |
| Chuck zostaje wysłany na misję do Paryża. Samolotem leci również piękna dziewczyna o imieniu Hannah. |                                     |                          |                                           |                  |
| 6 | Chuck Versus the Nacho Sampler      | Allan Kroeker            | Matt Miller Scott Rosenbaum               | 31 stycznia 2010 |
| 7 | Chuck Versus the Mask               | Michael Schultz          | Phil Klemmer                              | 8 lutego 2010    |
| 8 | Chuck Versus the Fake Name          | Jeremiah Chechik         | Allison Adler                             | 1 marca 2010     |
| 9 | Chuck Versus the Beard              | Zachary Levi             | Scott Rosenbaum                           | 8 marca 2010     |
| 10                                                                                                   | Chuck Versus the Tic Tac            | Patrick Norris           | Rafe Judkins Lauren LeFranc               | 15 marca 2010    |
| 11                                                                                                   | Chuck Versus the Final Exam         | Robert Duncan McNeill    | Zev Borow                                 | 22 marca 2010    |
| 12                                                                                                   | Chuck Versus the American Hero      | Jeremiah Chechik         | Max Denby Matt Miller Phil Klemmer        | 29 marca 2010    |
| 13                                                                                                   | Chuck Versus the Other Guy          | Peter Lauer              | Chris Fedak                               | 5 kwietnia 2010  |
| 14                                                                                                   | Chuck Versus the Honeymooners       | Robert Duncan McNeill    | Rafe Judkins Lauren LeFranc Allison Adler | 26 kwietnia 2010 |
| 15                                                                                                   | Chuck Versus the Role Models        | Fred Toye                | Phil Klemmer                              | 3 maja 2010      |
| 16                                                                                                   | Chuck Versus the Tooth              | Daisy von Scherler Mayer | Zev Borow Max Denby                       | 10 maja 2010     |
| 17                                                                                                   | Chuck Versus the Living Dead        | Jay Chandrasekhar        | Lauren LeFranc Rafe Judkins               | 17 maja 2010     |
| 18                                                                                                   | Chuck Versus the Subway             | Matt Shakman             | Matt Miller Allison Adler Phil Klemmer    | 24 maja 2010     |
| 19                                                                                                   | Chuck Versus the Ring: Part II      | Robert Duncan McNeill    | Josh Schwartz & Chris Fedak               | 24 maja 2010     |

### Sezon 4 (2010–2011)
| Nr | Tytuł                                 | Reżyseria            | Scenariusz                          | Premiera             |
| -- | ------------------------------------- | -------------------- | ----------------------------------- | -------------------- |
| 1  | Chuck Versus the Anniversary          | Robert Duncan McNeil | Chris Fedak                         | 20 września 2010     |
| 2  | Chuck Versus the Suitcase             | Gail Mancuso         | Rafe Judkins Lauren LeFranc         | 27 września 2010     |
| 3  | Chuck Versus the Cubic Z              | Norman Buckley       | Nicholas Wootton                    | 4 października 2010  |
| 4  | Chuck Versus the Coup d'Etat          | Robert Duncan McNeil | Kristin Newman                      | 11 października 2010 |
| 5  | Chuck Versus the Couch Lock           | Michael Schultz      | Henry Alonso Myers                  | 18 października 2010 |
| 6  | Chuck Versus the Aisle of Terror      | John Scott           | Craig DiGregorio                    | 25 października 2010 |
| 7  | Chuck Versus the First Fight          | Allan Kroeker        | Rafe Judkins Lauren LeFranc         | 1 listopada 2010     |
| 8  | Chuck Versus the Fear of Death        | Robert Duncan McNeil | Nicholas Wootton                    | 15 listopada 2010    |
| 9  | Chuck Versus Phase Three              | Anton Cropper        | Kristin Newman                      | 22 listopada 2010    |
| 10 | Chuck Versus the Leftovers            | Zachary Levi         | Henry Alonso Myers                  | 29 listopada 2010    |
| 11 | Chuck Versus the Balcony              | Jay Chandrasekhar    | Max Denby                           | 17 stycznia 2011     |
| 12 | Chuck Versus the Gobbler              | Milan Cheylov        | Craig DiGregorio                    | 24 stycznia 2011     |
| 13 | Chuck Versus the Push Mix             | Peter Lauer          | Rafe Judkins Lauren LeFranc         | 31 stycznia 2011     |
| 14 | Chuck Versus the Seduction Impossible | Patrick Norris       | Chris Fedak Kristin Newman          | 7 lutego 2011        |
| 15 | Chuck Versus the Cat Squad            | Paul Marks           | Nicholas Wootton                    | 14 lutego 2011       |
| 16 | Chuck Versus the Masquerade           | Patrick Norris       | Rafe Judkins Lauren LeFran          | 21 lutego 2011       |
| 17 | Chuck Versus the First Bank of Evil   | Frederick E.O. Toye  | Henry Alonso Myers Craig DiGregorio | 28 lutego 2011       |
| 18 | Chuck Versus the A-Team               | Kevin Mock           | Phil Klemmer                        | 14 marca 2011        |
| 19 | Chuck Versus the Muuurder             | Allan Kroeker        | Alex Katsnelson Kristin Newman      | 21 marca 2011        |
| 20 | Chuck Versus the Family Volkoff       | Robert Duncan McNeil | Amanda Kate Shuman Nicholas Wootton | 11 kwietnia 2011     |
| 21 | Chuck Versus the Wedding Planner      | Anton Cropper        | Rafe Judkins Lauren LeFranc         | 18 kwietnia 2011     |
| 22 | Chuck Versus Agent X                  | Robert Duncan McNeil | Phil Klemmer Craig DiGregorio       | 2 maja 2011          |
| 23 | Chuck Versus the Last Details         | Peter Lauer          | Henry Alonso Myers Kristin Newman   | 9 maja 2011          |
| 24 | Chuck Versus the Cliffhanger          | Robert Duncan McNeil | Chris Fedak Nicholas Wootton        | 16 maja 2011         |

### Sezon 5 (2011–2012)
| Nr | Tytuł                           | Reżyseria             | Scenariusz                    | Premiera             |
| -- | ------------------------------- | --------------------- | ----------------------------- | -------------------- |
| 1  | Chuck Versus the Zoom           | Robert Duncan McNeill | Chris Fedak Nicholas Wootton  | 28 października 2011 |
| 2  | Chuck Versus the Bearded Bandit | Patrick Norris        | Lauren LeFranc Rafe Judkins   | 4 listopada 2011     |
| 3  | Chuck Versus the Frosted Tips   | Paul Marks            | Phil Klemmer                  | 11 listopada 2011    |
| 4  | Chuck Versus the Business Trip  | Allan Kroeker         | Kristin Newman                | 18 listopada 2011    |
| 5  | Chuck Versus the Hack Off       | Zachary Levi          | Craig DiGregorio              | 9 grudnia 2011       |
| 6  | Chuck Versus the Curse          | Michael Schultz       | Alex Katsnelson               | 16 grudnia 2011      |
| 7  | Chuck Versus the Santa Suit     | Peter Lauer           | Amanda Kate Shuman            | 23 grudnia 2011      |
| 8  | Chuck Versus the Baby           | Matt Barber           | Rafe Judkins Lauren LeFranc   | 30 grudnia 2011      |
| 9  | Chuck Versus the Kept Man       | Fred Toye             | Craig DiGregorio Phil Klemmer | 6 stycznia 2012      |
| 10 | Chuck Versus Bo                 | Jeremiah Chechik      | Kristin Newman                | 13 stycznia 2012     |
| 11 | Chuck Versus the Bullet Train   | Buzz Feitshans IV     | Nicholas Wootton              | 20 stycznia 2012     |
| 12 | Chuck Versus Sarah              | Jay Chandrasekhar     | Rafe Judkins Lauren LeFranc   | 27 stycznia 2012     |
| 13 | Chuck Versus the Goodbye        | Robert Duncan McNeill | Chris Fedak                   | 27 stycznia 2012     |